# Expanding Chaos
Expanding Chaos är en svensk elektronisk rock/pop-grupp med avantgardistiska influenser. Bandet bildades 1996 av Markus Widegren och Anders Rudolfsson.
Gruppen har också skrivit filmmusik till långfilmerna Kraftverk 3714 och Främmande.

## Diskografi
- 1996 – Expanding Chaos
- 1997 – In the Fields of Quantum-Music
- 1998 – In Your Mind
- 2001 – Project 2:16
- 2002 – Notangotech
- 2003 – Time to Leave
- 2006 – Closer to the Stars
- 2008 – Zero Weight